# Sárga függőcinege
Az sárga függőcinege vagy szenegáli függőcinege (Anthoscopus parvulus) a verébalakúak (Passeriformes) rendjébe, ezen belül a függőcinege-félék (Remizidae) családjába tartozó, 8 centiméter hosszú madárfaj. Benin, Burkina Faso, Csád, Dél-Szudán, Elefántcsontpart, Gambia, Ghána, Guinea, Kamerun, a Kongói Demokratikus Köztársaság, a Közép-afrikai Köztársaság, Mali, Mauritánia, Nigéria, Szenegál és Togo száraz szavannáin él. Többnyire rovarokkal táplálkozik.

## Alfajai
- A. p. senegalensis (Grote, 1924) – dél-Mauritánia, Szenegál, Gambia, észak-Benin, észak-Nigéria, észak-Kamerun, nyugat-Közép-afrikai Köztársaság;
- A. p. aureus (Bannerman, 1939) – északnyugat-Ghána;
- A. p. parvulus (Heuglin, 1864) – dél-Csád, Dél-Szudán, észak-Kongói Demokratikus Köztársaság.

## Fordítás
- Ez a szócikk részben vagy egészben  a   Yellow penduline tit című angol Wikipédia-szócikk fordításán alapul.  Az eredeti cikk szerkesztőit annak laptörténete sorolja fel. Ez a jelzés csupán a megfogalmazás eredetét és a szerzői jogokat jelzi, nem szolgál a cikkben szereplő információk forrásmegjelöléseként.